# FOLK SONGS
『FOLK SONGS』（フォークソングス）は、ハロー!プロジェクトのメンバーや市井紗耶香が歌うフォークソングのカバーアルバムである。シャ乱Qのたいせー（現：たいせい）がプロデュースしている。

## 概要
2001年から2004年にかけてピッコロタウン（現・アップフロントワークス）から発売されたシリーズアルバムである。第1弾は市井紗耶香の復帰作として、第2弾以降はハロー!プロジェクトのメンバーが参加している。その他、アップフロントエージェンシー（初代法人、現・アップフロントプロモーション）所属の杉田二郎、ばんばひろふみ、堀内孝雄、因幡晃、高山厳がサポートで参加している。なお、2024年現在、全シリーズが全て廃盤済みとなっており、CDレンタル店やビデオレンタル店、リサイクルショップ（例・ハードオフ等）での各種中古品、またはネットオークションでしか入手できない。

## CD
（ ）はオリジナルの歌手、/以降は本作での歌い手。

### FOLK SONGS
- 2001年11月29日発売[1]
- 参加アーティスト：市井紗耶香、中澤裕子
  - サポート：杉田二郎、ばんばひろふみ、堀内孝雄

1. この広い野原いっぱい（森山良子）/市井紗耶香・中澤裕子
2. 恋人もいないのに（シモンズ）/市井紗耶香・中澤裕子
3. 秋でもないのに（本田路津子）/市井紗耶香・中澤裕子
4. あの日にかえりたい（荒井由実）/市井紗耶香
5. 待つわ（あみん）/市井紗耶香・中澤裕子
6. 花と小父さん （伊東きよ子）/市井紗耶香・杉田二郎
7. ふるさと（モーニング娘。）/市井紗耶香・中澤裕子
8. かもめはかもめ（研ナオコ）/中澤裕子
9. 或る日突然 （トワ・エ・モワ）/市井紗耶香・ばんばひろふみ
10. 秋止符（アリス）/市井紗耶香・中澤裕子・堀内孝雄
11. なごり雪（かぐや姫）/市井紗耶香
12. 時には母のない子のように（カルメン・マキ）/中澤裕子
13. あ〜よかった（花*花）/市井紗耶香・中澤裕子
14. 白い色は恋人の色（ベッツィ&クリス） /市井紗耶香・中澤裕子
15. サルビアの花（もとまろ）/市井紗耶香
16. 翼をください（赤い鳥）/市井紗耶香・中澤裕子

### FOLK SONGS 2
- 2002年5月22日発売[2]
- 参加アーティスト：中澤裕子、松浦亜弥、メロン記念日、石井リカ
  - サポート：ばんばひろふみ、因幡晃

1. てんとう虫のサンバ（チェリッシュ）/松浦亜弥・石井リカ
2. あなたの心に（中山千夏）/メロン記念日・石井リカ
3. 冬が来る前に（紙ふうせん）/松浦亜弥・中澤裕子
4. 恋人よ（五輪真弓）/中澤裕子
5. 花嫁（はしだのりひことクライマックス）/メロン記念日
6. 夢で逢えたら（吉田美奈子）/メロン記念日・石井リカ
7. ひこうき雲（荒井由実）/松浦亜弥
8. いちご白書をもう一度（バンバン）/メロン記念日・ばんばひろふみ
9. オリビアを聴きながら（尾崎亜美・杏里）/中澤裕子・メロン記念日
10. 長い間（Kiroro）/松浦亜弥
11. 夏休み（吉田拓郎）/メロン記念日
12. 木綿のハンカチーフ（太田裕美）/中澤裕子
13. 神田川（かぐや姫）/松浦亜弥
14. わかってください（因幡晃）/中澤裕子・因幡晃
15. ひだまりの詩（Le Couple）/メロン記念日
16. さとうきび畑（森山良子）/中澤裕子・松浦亜弥・メロン記念日・石井リカ

### FOLK SONGS 3
- 2002年10月23日発売[3]
- 参加アーティスト：中澤裕子、後藤真希、藤本美貴
  - サポート：高山厳

1. 卒業写真（ハイ・ファイ・セット）/ 後藤真希
2. 初恋（村下孝蔵）/ 中澤裕子
3. マイ・ピュア・レディ（尾崎亜美）/ 藤本美貴
4. 結婚するって本当ですか（ダ・カーポ）/ 後藤真希・中澤裕子
5. 贈る言葉（海援隊）/ 藤本美貴
6. あなた（小坂明子）/ 後藤真希
7. 帰れない二人（井上陽水）/ 中澤裕子
8. 誰もいない海（大木康子、トワ・エ・モワ、越路吹雪）/ 後藤真希・高山厳
9. 青春時代（森田公一とトップギャラン）/ 後藤真希・中澤裕子・藤本美貴
10. 風（はしだのりひことシューベルツ）/ 中澤裕子・藤本美貴
11. 雨が空から降れば（六文銭）/ 後藤真希
12. 結婚しようよ（吉田拓郎）/ 藤本美貴
13. 想い出まくら（小坂恭子）/ 中澤裕子
14. さなえちゃん（古井戸）/ 後藤真希・藤本美貴
15. あの素晴しい愛をもう一度（加藤和彦と北山修）/ 後藤真希・中澤裕子・藤本美貴

### FOLK SONGS 4
- 2003年5月21日発売[4]
- 参加アーティスト：中澤裕子、矢口真里、保田圭、メロン記念日

1. ひとりぼっちの部屋（高木麻早） /矢口真里
2. 異邦人（久保田早紀）/保田圭
3. 真夜中のドア～Stay With Me（松原みき）/メロン記念日
4. 秋桜（山口百恵）/中澤裕子
5. 22才の別れ（かぐや姫）/矢口真里・保田圭
6. 旅の宿（吉田拓郎）/メロン記念日
7. 心の旅（チューリップ）/中澤裕子・保田圭・矢口真里
8. 雨の物語（イルカ）/保田圭
9. 中央フリーウェイ（荒井由実）/矢口真里・メロン記念日
10. 若者たち（ザ・ブロード・サイド・フォー）/中澤裕子・メロン記念日
11. ケメ子の歌（ザ・ダーツ）/中澤裕子・保田圭・矢口真里・メロン記念日

### FS5 卒業
- 2004年2月25日発売[5]
- 参加アーティスト：中澤裕子、安倍なつみ、保田圭、後藤真希、松浦亜弥、カントリー娘。

1. 想い出がいっぱい（H2O）/安倍なつみ
2. 制服（松田聖子）/ カントリー娘。
3. いい日旅立ち（山口百恵）/後藤真希
4. なごり雪（かぐや姫）/松浦亜弥
5. 木綿のハンカチーフ（太田裕美）/中澤裕子
6. Best Friend（Kiroro）/保田圭
7. ミセス・ロビンソン（サイモン&ガーファンクル）/安倍なつみ・中澤裕子
8. スカボロー・フェア（サイモン&ガーファンクル）/松浦亜弥
9. 今日の日はさようなら（森山良子）/保田圭
10. 学生時代（ペギー葉山）/中澤裕子
11. 卒業写真（ハイ・ファイ・セット）/後藤真希
12. ぼくの好きな先生（RCサクセション）/中澤裕子・安倍なつみ・保田圭 ・後藤真希・松浦亜弥・カントリー娘。

## DVD・VHS

### FOLK DAYS～市井紗耶香with中澤裕子～
- 2002年2月28日発売[6]
- 参加アーティスト：市井紗耶香、中澤裕子
  - サポート：ばんばひろふみ、堀内孝雄

1. この広い野原いっぱい（市井紗耶香・中澤裕子）
2. 恋人もいないのに（市井紗耶香・中澤裕子）
3. 待つわ（市井紗耶香・中澤裕子）
4. あ～よかった（市井紗耶香・中澤裕子）
5. かもめはかもめ（中澤裕子）
6. 二人暮し（中澤裕子）
7. サルビアの花（市井紗耶香）
8. なごり雪（市井紗耶香）
9. ルージュの伝言（市井紗耶香・中澤裕子）
10. 木綿のハンカチーフ（市井紗耶香・中澤裕子）
11. 在る日突然（市井紗耶香・中澤裕子・ばんばひろふみ）
12. 秋止符（市井紗耶香・中澤裕子・堀内孝雄・ばんばひろふみ）
13. 君のひとみは10000ボルト（市井紗耶香・中澤裕子・堀内孝雄・ばんばひろふみ）
14. 夢の中へ（市井紗耶香・中澤裕子）
15. 白い色は恋人の色（市井紗耶香・中澤裕子）
16. ふるさと（市井紗耶香・中澤裕子）
17. 翼をください（市井紗耶香・中澤裕子）
18. 恋人がサンタクロース（市井紗耶香・中澤裕子）

### FOLK SONGS 3 LIVE
- 2003年2月26日発売[7]
- 参加アーティスト：中澤裕子、後藤真希、藤本美貴
  - サポート：高山厳

1. あの素晴らしい愛をもう一度（中澤裕子・後藤真希・藤本美貴)
2. 雨が空から降れば（メイン：後藤真希）
3. 想い出まくら（メイン：中澤裕子）
4. MC 1（中澤裕子・後藤真希・藤本美貴)
5. あなた（後藤真希）
6. MC 2（藤本美貴・中澤裕子）
7. 風（藤本美貴・中澤裕子）
8. 卒業写真（後藤真希）
9. MC 3（後藤真希）
10. サン・トワ・マミー（後藤真希）
11. マイ・ピュア・レディー（藤本美貴)
12. MC 4（藤本美貴)
13. ボーイフレンド（藤本美貴)
14. 帰れない二人（中澤裕子）
15. MC 5（中澤裕子）
16. 東京美人（中澤裕子）
17. さなえちゃん（後藤真希・藤本美貴)
18. 結婚しようよ（後藤真希・藤本美貴)
19. MC 6（中澤裕子・後藤真希・藤本美貴＋高山厳）
20. 誰もいない海（メイン：後藤真希・高山厳）
21. MC 7（中澤裕子・後藤真希・藤本美貴＋高山厳）
22. 初恋（中澤裕子・後藤真希・藤本美貴)
23. 結婚するって本当ですか？（中澤裕子・後藤真希・藤本美貴)
24. 青春時代（中澤裕子・後藤真希・藤本美貴)
25. encore～贈る言葉（中澤裕子・後藤真希・藤本美貴)
26. MC 8（中澤裕子・後藤真希・藤本美貴)
27. あの素晴らしい愛をもう一度（中澤裕子・後藤真希・藤本美貴)
28. インタビュー＆おまけ